# Eudem (escriptor)
Eudem (Eudemus, Εὔδημος) fou un escriptor grec, d'època desconeguda que va escriure sobre història natural. El seu mèrit principal és que va ser repetidament esmentat per Elià en la seva Περὶ ζῴων ἰδιότητος (Història dels animals 3.21, 4.8, 43, 45, 56, 5.7).